# The Bridge of Fancy
The Bridge of Fancy è un cortometraggio muto del 1917 diretto da Lawrence C. Windom.
Fu l'undicesimo in una serie di 12 corti prodotti dalla Essanay di Chicago, dal titolo Do Children Count?, con protagonista l'attrice bambina Mary McAllister..

## Produzione
Il film fu prodotto dalla Essanay Film Manufacturing Company.

## Distribuzione
Distribuito dalla V-L-S-E, il film - un cortometraggio di due bobine - uscì nelle sale cinematografiche statunitensi il 15 agosto 1917.